# Yeray Gómez Ferragut
Yeray Gómez Ferragut (Selva, Mallorca, 10 de juny de 1992) es futbolista balear que juga com a porter a la Unió Esportiva Poblera de la Tercera Divisió.
Format al planter del RCD Mallorca, ha estat internacional amb la selecció Espanyola sub19.

## Clubs
| Club                           | Temporades |
| ------------------------------ | ---------- |
| Reial Club Deportiu Mallorca B | 2010-2013  |
| Valencia Mestalla              | 2013-2014  |
| Unión Deportiva Almería B      | 2014-2016  |
| Club Esportiu Xilvar           | 2016-2017  |
| Club Santa Catalina Atlètic    | 2017-2018  |
| Unió Esportiva Poblera         | 2018-      |